# Mosquée de Corbeil-Essonnes
La mosquée As-salam ou Essalam est un édifice religieux musulman situé à Corbeil-Essonnes, en France.

## Situation
La mosquée est située au pied de la cité des Tarterêts, à Corbeil-Essonnes.

## Idéologie
Selon Bernard Godard, des mosquées importantes comme celle de Corbeil-Essonnes « commencent à être gagnées » par le salafisme.

## Histoire
L'Association culturelle des musulmans de Corbeil-Essonnes est fondée en 1996. Le projet de mosquée débute en 1998 avec la recherche d'un terrain. Les travaux durent de 2002 à 2004 et la première prière a lieu le 24 décembre de cette année.
Les 2 millions d'euros nécessaires pour financer les travaux ont été réunis de trois manières différentes : par une collecte auprès des fidèles, grâce à un don en provenance d'Arabie saoudite de la part d'un « bienfaiteur » inconnu et à l'aide du maire Serge Dassault qui fournit un don de 2 millions d’euros sur sa fortune personnelle une partie importante du coût total.
La mosquée est inaugurée en tant que centre culturel islamique le 29 janvier 2005 en présence du maire et du président du CFCM Dalil Boubakeur. Le ministre de l'Intérieur, Dominique de Villepin, également convié, décline l'invitation. Serge Dassault ne cache pas son désir de faire de ce lieu de culte un lieu de rencontre pour les jeunes musulmans de la ville, dans l'espoir d'aboutir à une baisse de la délinquance, et réfute l'idée de vouloir en retirer un bénéfice en voix dans les quartiers populaires pour l'élection municipale de 2008 (au cours de laquelle il sera effectivement réélu, puis destitué après l'invalidation du scrutin en 2009).